# 医療自由化
医療自由化（いりょうじゆうか）とは、病院経営・保険・製薬など医療サービスの法制上の規制を緩和し、その運用や形態、価格設定などの自由度を上げようという試みのことである。

## 各国の状況

### ヨーロッパ
オランダの医療においてはユニバーサルヘルスケアが実現され、管理競争政策が取られており、一般の医療保険は民間企業が引き受けている。市民は保険者を自由に選択することができ、保険者は政府から補助金にてリスク調整を受けている。医療計画は廃止され、医療機関の開設許可制も撤廃された。
ドイツの医療においては、保険者は公的保険・私的保険の両者が存在し、市民は自由に保険者を選択することができる。
スイスの医療においては、医療保険は強制保険であるが、保険者は公法人に加えて政府認可の民間企業の中から自由に選ぶことができる。市民は保険者を自由に選択することができ、保険者は政府から補助金にてリスク調整を受けている。
ベルギーの医療においては、保険者は複数存在し管理競争政策が取られている。政府は保険者に対しリスク調整補助金を給付する。

### 日本

#### 混合診療
2009年のOECD対日審査では、混合診療を禁じる制度は日本独自のものであり英国でのかつての同様制度は現在撤廃されていると報告し、「患者ニーズの多様化と医療技術の進化を考慮し、自由診療との混合が認められる請求範囲を拡大する必要があり、それによって先進的な治療・医薬品へアクセス可能となり、医療の質が向上する」「これによって医療機関間の競争が活性化する」とOECDは勧告している。

#### 病院の株式事業化
2009年のOECD対日審査では、大病院のほうが医師・病院ともによいパフォーマンスを上げているが、民間病院は小規模で質が低いとしている。民間病院・診療所の株式による資金調達を解禁し[64]、M&Aにより医療機関の大規模化を進めるようOECDは勧告している。また医療機関は医師により経営されなければならないとする規制を緩和することで、より高度なマネジメントがなされ経営が改善されるとOECDは勧告している{。
前ハーバード大学医学部助教授李啓充は、現在こうした形態での病院運営を認めている国は米国のみであり、日本では病院の営利化に繋がり、それは業界の寡占化による医療アクセスの減少や、医療費高騰、経営コスト削減による医療従事者の環境悪化などから患者の不利益を齎すとし、米国ではテネット社（2002年、年商1兆7千億円）やHCA社（年商2兆2千億円）など大手病院株式会社チェーンによる医療の寡占化が進み、そこでは徹底された不採算部門の切捨てと患者への高額請求が繰り返され、社会問題化しているとした指摘もあり、特にテネット社においては健康な人への心臓手術を多数行いFBIが捜査に入った事例も存在するとしている。

#### 薬価の自由化
現在の日本において、薬価（処方箋薬）の決定権は製薬会社に全面的にある訳ではなく、厚生労働省の認可を必要とする。そして厚労省は、メーカーから国保適用申請を受けると、他同機能の薬との比較等、薬価基準制度が定める一定基準に従って値段を算定する。
。しかし、米国は年次改革要望等で薬価専門部会委員の人選、新薬の価格評価、毎年の価格改正の抑制等を求めている。
日本医師会は、米国とFTA協定を締結した諸外国（オーストラリア・韓国）が共に米豪FTA、米韓FTAで、公的医療制度による薬価の助成体制の後退を余儀なくされているとして、TPPにおいても医療の自由化を求める米国と、既成制度の存知を図る日本との間で争点になると予想している。

## 参考
- 『医療制度の国際比較』（レポート）、財務総合政策研究所、2010年6月30日。
- 「医療における既成制度改革とTPPの影響」日本医師会2011年9月23日